# 毛平
毛平（1916年—？），原名毛贤英，男，安徽凤阳人，中华人民共和国政治人物，曾任天津市政协副主席。

## 生平
早年毕业于安徽蚌埠简易乡村师范，在家乡担任短期小学教员。1937年11月参加革命，1938年3月加入中国共产党。历任延安陕北公学学员，延安中央党校学员、文化教员，延安马列学院学员、干事、支部书记，延安中央研究院支部书记、党委组织委员，延安中央党校三部秘书，王震南下支队政治处干事等职务。1946年3月后，任中原军区政治部保卫部副科长、华东军区直属政治部组织科副科长、渤海纵队十八团政治处副主任、三十三军直属队政治处主任等职务。1950年11月后，任27军81师炮团副政委、政委，24军74师炮团政委、副师长、副政委。1964年5月转业地方，任中共天津市委工业交通政治部副主任。1967年12月，任天津市革命委员会工业生产指挥部领导小组成员。1968年10月，任天津市革命委员会政治部副主任。1970年4月后，任天津市革命委员会常委、副秘书长，中共天津市委常委、市委副秘书长。1973年，天津市成立人工降雨工作领导小组，毛平任组长。1977年12月至1980年6月，任政协天津市第五届委员会副主席。1980年10月离休。